# Pardosa ovambica
Pardosa ovambica är en spindelart som beskrevs av Roewer 1959. Pardosa ovambica ingår i släktet Pardosa och familjen vargspindlar.
Artens utbredningsområde är Namibia. Inga underarter finns listade i Catalogue of Life.